# Restrikcijski encim
Restrikcijski encim, restriktaza ali restrikcijska endonukleaza je encim, ki razreže dvojnovijačno DNK na specifičnih mestih nukleotidnih sekvenc, imenovanih restrikcijska mesta. Ti encimi so se razvili v bakterijah in v arhejah kot obrambni mehanizem pred virusi. V bakterijski celici kot gostiteljici virusa restrikcijski encim razreže oz. razcepi virusno DNK v procesu, ki se imenuje restrikcija. Do restrikcije bakterijske DNK ne pride, saj je le-ta metilirana (z encimom metilaza). Restrikcijski encim in metilaza skupaj tvorita restrikcijski modifikacijski sistem. Restrikcijski encim razreže DNK na dveh mestih – na vsaki verigi dvojne vijačnice po enkrat.
Proučevali so preko 3000 restrikcijskih encimov, več kot 600 jih je komercialno dostopnih in se rutinsko uporabljajo pri delu z DNK v laboratorijih.

## Zgodovina
Prvi izolaciji restrikcijskega encima leta 1970 (Hindll) so sledila odkritja in karakterizacije številnih restrikcijskih endonukleaz, leta 1978 so na tem področju raziskovalci Daniel Nathans, Werner Arber in Hamilton O. Smith prejeli Nobelovo nagrado za fiziologijo ali medicino. Njihovo odkritje je vodilo v razvoj tehnologije rekombinantne DNK, ki na primer omogoča produkcijo humanega inzulina za zdravljene sladkorne bolezni z uporabo bakterije E. Coli.

## Prepoznavno mesto
Restrikcijski encimi prepoznajo specifično sekvenco nukleotidov in naredijo rez v obeh verigah DNK. Prepoznavna mesta po navadi obsegajo 4 do 8 nukleotidov. Mnoga prepoznavna mesta so palindromska, kar pomeni da se dušikove baze berejo enako v obe smeri. V teoriji obstajata dva tipa palindromskih sekvenc: ogledalu podoben (angl. mirror-like) in obratno ponovljen (angl. inverted repeat). Za ogledalu podoben palindrom je značilno, da se sekvenca bere enako znotraj ene verige v molekuli DNK, na primer GTAATG. Obratno ponovljen palindrom se prav tako bere enako v obe smeri, le da se takšne sekvence nahajajo na komplementarnih verigah molekule DNK, na primer GTATAC (kar je komplementarno CATATG). Pogostejši so obratno ponovljeni palindromi, ki imajo pomembnejšo biološko vlogo kot pa ogledalu podobni.
EcoRI razcepi verigo tako, da dobimo lepljive ("sticky") konce:
Restrikcijski encim SmaI pa razcepi do topih ("blunt") koncev:
Sekvence DNK, ki jih restrikcijski encim prepozna, se od encima do encima razlikujejo, in sicer v dolžini in vrsti sekvence ter v orientaciji verige lepljivih koncev (5’ ali 3’ konec).
Neošizomere so različni restrikcijski encimi, ki prepoznajo isto sekvenco, a razcepijo DNK na različnih mestih znotraj prepoznane sekvence.
Izošizomere pa so različni restrikcijski encimi, ki prepoznajo in tudi razcepijo na enakih mestih molekule DNK.

## Razvrstitev
Restrikcijke endonukleaze rezdelimo v tri ali štiri osnovne skupine (tip I, II in III, tudi IV). Vse vrste encimov specifično prepoznajo kratko sekvenco DNK in jo endonukleazno razcepijo, tako da nastanejo dvojnoverižni fragmenti DNK s terminalnim 5'-fosfatom. Posamezne skupine se razlikujejo v zgradbi, potrebi po encimskem kofaktorju, po naravi sekvence, ki jo prepoznajo, ter po poziciji razcepitvenega mesta glede na mesto prepoznave v molekuli DNK.
Osnovne značilnosti posameznih tipov so:
- Encimi tipa I (EC 3.1.21.3) razcepijo na predelu, ki je oddaljen od prepoznavnega mesta; za delovanje potrebujejo ATP in S-adenozil-L-metionin; beljakovina je multifunkcionalna, z restrikcijsko in metilazno (EC 2.1.1.72) aktivnostjo.
- Encimi tipa II (EC 3.1.21.4) razcepijo znotraj prepoznavnega mesta ali blizu njega; večinoma za delovanje potrebujejo magnezij; imajo samo restrikcijsko funkcijo.
- Encimi tipa III (EC 3.1.21.5) razcepijo na mestih, ki so blizu prepoznavnega mesta; potrebujejo ATP (toda ga ne hidrolizirajo); S-adenozil-L-metionin stimulira reakcijo, toda ni nujen; obstaja kot del kompleksa z metilazo (EC 2.1.1.72).
- Encimi tipa IV ciljajo metilirano DNK.

### Tip I
Restrikcijski encimi tipa I so bili prvi, ki so bili odkriti, prav tako so bili predstavniki te skupine prvi najdeni v dveh različnih sevih E. coli (K-12 in B). Ti encimi cepijo na različnih mestih, ki so naključno oddaljeni (vsaj 1000 bp) stran od njihovega prepoznavnega mesta. Razcepitvi sledi proces translokacije DNK. Prepoznavno mesto je asimetrično, sestavljeno iz dveh delov (prvi vsebuje 3-4 nukleotide, drugi pa je iz 4-5 nukleotidov), med katerima je vmesnik iz 6-8 nukleotidov. Ti encimi so multifunkcionalni, sposobni so restrikcije in modifikacijske aktivnosti, odvisno od metiliranosti tarčne DNK. Za popolno aktivnost so potrebni kofaktorji: S-adenozil-L-metionin (AdoMet), ATP in magnezijevi ioni. Endonukleaze tipa I so sestavljene iz treh podenot: HsdR, HsdM in HsdS. HsdR je potrebna za restrikcijo, HsdM za pripenjanje metilnih skupin na molekulo DNK (metiltransferazna aktivnost), HsdS pa je pomembna za specifičnost prepoznave določene sekvence DNA.

### Tip II
Endonukleaze tipa II so dimeri, sestavljeni le iz ene podenote. Prepoznavna mesta so po navadi nedeljena in palindromska, sestavljena iz 4-8 nukleotidov. Molekulo DNK razcepijo na istem mestu kot jo prepoznajo (na prepoznavnem mestu), za delovanje ne potrebujejo ATP niti AdoMet, po navadi pa potrebujejo magnezijeve ione kot kofaktor. Predstavniki te skupine se najpogosteje uporabljajo. 
V 90. letih so odkrili nove encime iz te skupine, ki niso ustrezali vsem kriterijem, zato so razvili novo nomenklaturo poddružin in tako razdelili to veliko skupino na več podkategorij na podlagi odstopanj od tipičnih značilnosti endonukleaz skupine II. Te podskupine so označene s pripono poleg II:
- Endonukleaze tipa IIB (na primer BcgI in BplI) so multimeri, sestavljeni iz več podenot. Molekulo DNK razcepijo na obeh straneh prepoznavnega mesta, tako da to prepoznavno sekvenco izrežejo. Za delovanje poleg Mg2+ potrebujejo tudi AdoMet.
- Endonukleaze tipa IIE (na primer NaeI) interagirajo z dvema kopijama prepoznavnih mest. Eno prepoznavno mesto nastopa kot tarčno mesto za razcepitev, medtem ko drugo deluje kot alosterični modulator, ki pospeši ali izboljša učinkovitost razcepitve.
- Endonukleaze tipa IIF (na primer NgoMIV) prav tako interagirajo z dvema kopijama prepoznavnih mest, toda razcepitev poteče na obeh mestih istočasno.
- Endonukleaze tipa IIG (na primer Eco57I) imajo eno podenoto, kot je značilno za klasični tip II encimov, toda potrebujejo AdoMet za delovanje.
- Endonukleaze tipa IIM (na primer DpnI) lahko prepoznajo in razrežejo metilirano DNK.
- Endonukleaze tipa IIS (na primer FokI) razcepijo DNK na določeni razdalji od njihovega nepalindromskega asimetričnega prepoznavnega mesta. Lahko so v obliki dimerov.
- Tudi endonukleaze tipa IIT (na primer Bpu10I in BslI) so sestavljene iz dveh različnih podenot.

Nekateri restrikcijski encimi prepoznajo palindromske (simetrične) sekvence, medtem ko imajo drugi asimetrična prepoznavna mesta.

### Tip III
Restrikcijski encimi tipa III (na primer EcoP15) prepoznajo dve ločeni nepalindromski sekvenci, ki sta obratno orientirani. Molekulo DNK razcepijo približno 20-30 baznih parov stran od prepoznavnega mesta. Sestavljeni so iz več podenot, za delovanje potrebujejo AdoMet in ATP kot kofaktorje za metilacijo in restrikcijo. So komponenta restrikcijsko-modifikacijskega mehanizma pri prokariontski DNK, ki varuje organizem pred vdorom tuje DNK. Encimi tipa III so hetero-oligomerne multifunkcionalne beljakovine, sestavljene iz dveh podenot: Res in Mod. Podenota Mod specifično prepozna sekvenco DNK in deluje kot metiltransferaza (podobno kot podenoti M in S pri tipu I). Podenota Res je potrebna za restrikcijo, čeprav sama po sebi nima encimske aktivnosti. Ti encimi prepoznajo kratko 5-6 baznih parov dolgo sekvenco DNK in razcepijo 25-27 bp nižje, tako da na 5'-koncu pustijo kratko, enoverižno izboklino. Za restrikcijo potrebujejo prisotnost dveh obratno orientiranih nemetiliranih prepoznavnih mest. Ti encimi metilirajo samo eno verigo DNK (na N-6 mestu adenozilnih preostankov), kar pomeni da bo imela na novo podvojena molekula DNK samo eno verigo metilirano, kar je dovolj za zaščito te nove DNK pred restrikcijo. Ta tip encimov sodi v beta-poddružino N6-adenin-metiltransferaz, saj za delovanje potrebuje AdoMet.

### Umetni restrikcijski encimi
Umetne endonukleaze lahko pridobivamo s fuzijo vezavne domene DNK in nukleazne domene (pogosto razcepitvena domena tipa IIS endonukleaze FokI). Takšni umetni encimi lahko ciljajo na velike predele DNK (do 36bp) in so lahko skonstruirani tako, da se vežejo na točno določeno sekvenco DNK. Kot restrikcijski encimi se najpogosteje uporabljajo nukleaze s cinkovimi prsti. Le-te so splošno uporabljene v genskem inženirstvu, lahko pa se uporabljajo tudi v bolj klasičnem genskem kloniranju. Ostali umetni restrikcijski encimi temeljijo na DNK vezavni domeni efektorjev TAL.

## Nomenklatura
| Izpeljava imena EcoRI | Izpeljava imena EcoRI | Izpeljava imena EcoRI           |
| Okrajšava             | Pomen                 | Opis                            |
| --------------------- | --------------------- | ------------------------------- |
| E                     | Escherichia           | rod                             |
| co                    | coli                  | vrsta                           |
| R                     | RY13                  | sev                             |
| I                     | Prvi odkrit           | Vrstni red odkritja v bakteriji |

Vse od prvega odkritja v 70. letih je bilo iz različnih bakterij identificiranih že več kot 100 različnih restrikcijskih encimov. Vsak encim poimenujejo po bakteriji, iz katere je bil izoliran, z uporabo sistema za poimenovanje na podlagi rodu, vrste in seva bakterije.

## Uporaba
Izolirani restrikcijski encimi se uporabljajo pri delu z DNK v različne raziskovalne namene.
Uporabljajo se kot pomoč pri vstavljanju genov v plazmidne vektorje (pri raziskavah genskega kloniranja in izražanja beljakovin). Za optimalno uporabo plazmidov so le-ti modificirani, tako da vsebujejo polilinker, imenovan MCS (multiple cloning site), ki je bogat s prepoznavnimi sekvencami za restrikcijske encime. To omogoča prilagodljivost pri vstavljanju genskih fragmentov v plazmidni vektor. Ker se moramo izogniti razcepitvi želene molekule DNK, a hkrati razrezati konce DNK, je izbor prave endonukleaze zelo pomemben (poznati moramo restrikcijske sekvence v molekuli DNK). Pri kloniranju genskih fragmentov v vektorjih se tako plazmidna DNA kot tudi genski vstavek razcepita z istim restrikcijskim encimov in se nato zlepita skupaj s pomočjo DNK ligaze.
Endonukleaze se uporabljajo tudi za razlikovanje genskih alelov s prepoznavanjem zamenjav ene baze v molekuli DNK, kar poznamo kot polimorfizem posameznega nukleotida (SNP – angl. single nucleotide polymorphism). To je mogoče le, če SNP spremeni restrikcijsko mesto v alelu. V tej metodi se restrikcijski encim uporabi za genotipizacijo vzorca DNK, brez dragega genskega sekvenciranja. Vzorec DNK se na začetku razreže z restrikcijskim encimom na posamezne fragmente, ki se jih z gelsko elektroforezo nato loči. Pri alelih s pravimi prepoznavnimi mesti bomo videli dva trakova DNK, saj je prišlo do razcepitve verige z restrikcijskimi encimi. Pri tistih alelih, ki imajo spremenjeno prepoznavno sekvenco, pa bomo videli le en trak DNK, saj do razcepitve ni prišlo zaradi neprepoznavnosti sekvence za endonukleaze. Število trakov nam pove genotip posameznika kot primer restrikcijskega kartiranja.
Restrikcijski encimi se uporabljajo tudi za rezanje genomske DNK za gensko analizo z metodo Southernovega prenosa. Ta metoda omogoča raziskovalcem določiti število kopij genov v genomu posameznika oziroma določiti število genskih mutacij v populaciji. Uporablja se tudi v RFLP (restriction fragment length polymorphism – polimorfizem dolžin restrikcijskih fragmentov).

## Primeri
| Encim   | Vir                           | Prepoznavna sekvenca        | Mesto razcepitve                              |
| ------- | ----------------------------- | --------------------------- | --------------------------------------------- |
| EcoRI   | Escherichia coli              | 5'GAATTC 3'CTTAAG           | 5'---G AATTC---3' 3'---CTTAA G---5'           |
| EcoRII  | Escherichia coli              | 5'CCWGG 3'GGWCC             | 5'--- CCWGG---3' 3'---GGWCC ---5'             |
| BamHI   | Bacillus amyloliquefaciens    | 5'GGATCC 3'CCTAGG           | 5'---G GATCC---3' 3'---CCTAG G---5'           |
| HindIII | Haemophilus influenzae        | 5'AAGCTT 3'TTCGAA           | 5'---A AGCTT---3' 3'---TTCGA A---5'           |
| TaqI    | Thermus aquaticus             | 5'TCGA 3'AGCT               | 5'---T CGA---3' 3'---AGC T---5'               |
| NotI    | Nocardia otitidis             | 5'GCGGCCGC 3'CGCCGGCG       | 5'---GC GGCCGC---3' 3'---CGCCGG CG---5'       |
| HinfI   | Haemophilus influenzae        | 5'GANTCA 3'CTNAGT           | 5'---G ANTC---3' 3'---CTNA G---5'             |
| Sau3A   | Staphylococcus aureus         | 5'GATC 3'CTAG               | 5'--- GATC---3' 3'---CTAG ---5'               |
| PovII*  | Proteus vulgaris              | 5'CAGCTG 3'GTCGAC           | 5'---CAG CTG---3' 3'---GTC GAC---5'           |
| SmaI*   | Serratia marcescens           | 5'CCCGGG 3'GGGCCC           | 5'---CCC GGG---3' 3'---GGG CCC---5'           |
| HaeIII* | Haemophilus aegyptius         | 5'GGCC 3'CCGG               | 5'---GG CC---3' 3'---CC GG---5'               |
| HgaI    | Haemophilus gallinarum        | 5'GACGC 3'CTGCG             | 5'---NN NN---3' 3'---NN NN---5'               |
| AluI*   | Arthrobacter luteus           | 5'AGCT 3'TCGA               | 5'---AG CT---3' 3'---TC GA---5'               |
| EcoRV*  | Escherichia coli              | 5'GATATC 3'CTATAG           | 5'---GAT ATC---3' 3'---CTA TAG---5'           |
| EcoP15I | Escherichia coli              | 5'CAGCAGN25NN 3'GTCGTCN25NN | 5'---CAGCAGN25NN ---3' 3'---GTCGTCN25 NN---5' |
| KpnI    | Klebsiella pneumoniae         | 5'GGTACC 3'CCATGG           | 5'---GGTAC C---3' 3'---C CATGG---5'           |
| PstI    | Providencia stuartii          | 5'CTGCAG 3'GACGTC           | 5'---CTGCA G---3' 3'---G ACGTC---5'           |
| SacI    | Streptomyces achromogenes     | 5'GAGCTC 3'CTCGAG           | 5'---GAGCT C---3' 3'---C TCGAG---5'           |
| SalI    | Streptomyces albus            | 5'GTCGAC 3'CAGCTG           | 5'---G TCGAC---3' 3'---CAGCT G---5'           |
| ScaI    | Streptomyces caespitosus      | 5'AGTACT 3'TCATGA           | 5'---AGT ACT---3' 3'---TCA TGA---5'           |
| SpeI    | Sphaerotilus natans           | 5'ACTAGT 3'TGATCA           | 5'---A CTAGT---3' 3'---TGATC A---5'           |
| SphI    | Streptomyces phaeochromogenes | 5'GCATGC 3'CGTACG           | 5'---GCATG C---3' 3'---C GTACG---5'           |
| StuI    | Streptomyces tubercidicus     | 5'AGGCCT 3'TCCGGA           | 5'---AGG CCT---3' 3'---TCC GGA---5'           |
| XbaI    | Xanthomonas badrii            | 5'TCTAGA 3'AGATCT           | 5'---T CTAGA---3' 3'---AGATC T---5'           |

Legenda:

* = topi konci

N = C ali G ali T ali A

W = A ali T